# Лаоський скельний щур
Лаоський скельний щур (Laonastes aenigmamus) — єдиний представник роду Laonastes і єдиний сучасний вид родини Diatomyidae з ряду Гризуни. Вид не пов'язаний тісно з іншими гризунами й усі інші види родини Діатомісові вимерли приблизно 11 мільйонів років тому. Назва тварини в Лаосі: ха-ньоу. Місцеве населення полює на тварину заради м'яса. Етимологія: грец. λαος — род. «камінь», грец. ναστης — «житель»; грец. αινιγμα — «таємнича», грец. μυς — «миша».

## Поширення й екологія
Вважається ендеміком провінції Кхамуан, Лаоська Народно-Демократична Республіка. Площа поширення не перевищує 5 000 квадратних кілометрів; в основному обмежується Кхамуанським національним парком збереження біорізноманіття (Khammouan Limestone National Biodiversity Conservation Area). Як правило Лаоських скельних щурів знаходять серед валунів вапняку на крутих схилах довкола карстових утворень.

## Зовнішній вигляд

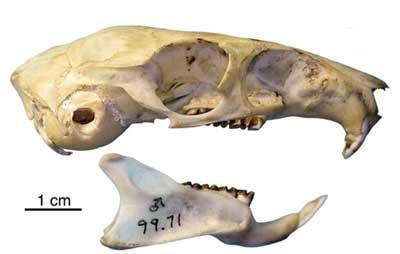
череп

Довжина голови й тіла: 21.2—28.5 см. Довжина хвоста: 12.3—16.1 см. Дві тварини важили 334 і 414 грамів відповідно. Зубна формула: I 1/1, C 0/0, P 1/1, M 3/3 = 20.
Голова видовжена, з довгими вусами. Вуха округлі, середніх розмірів і вкриті короткими волосками. Тіло компактне, з короткими ногами. Довжина хвоста становить приблизно половину довжини голови й тіла. Вкритий довгим, м'яким щільним хутром; хвіст опушений також густо, товстий. Колір хутра варіює від темно-сірого до чорного на спині й боках, низ світло-сірий. Задні ноги густо вкриті волосками, з пучками, що охоплюють кігті. Лапи мають п'ять пальців. Самці й самиці дуже схожі за зовнішнім виглядом, хоча самці можуть мати дещо більш довгу шерсть на потилиці, до плечей.
Череп злегка видовжений. Носові кістки довгі й виходять за верхні різці. Слухові барабанні (булли) кулясті, великі й опухлі. Верхні зуби білі, гладкі. Хребет складається з 5 шийних хребців, 9 грудних, 11 поперекових, 3 крижових і 24 хвостових.

## Поведінка
Інформації про цей вид мало, але скоріш за все вони ведуть нічний спосіб життя, харчуються переважно листям, травою, насінням, у незначній кількості комахами. Миролюбні, по відкритому ґрунті рухаються повільно. Характерною є хода перевальцем.